# إدوين ألدرمان
إدوين ألدرمان (بالإنجليزية: Edwin Alderman)‏ هو مدرس أمريكي، ولد في 15 مايو 1861 في ويلمينغتون في الولايات المتحدة، وتوفي في 30 أبريل 1931 في كونيلسفيل في الولايات المتحدة.

## وصلات خارجية
- إدوين ألدرمان على موقع الموسوعة البريطانية (الإنجليزية)